# Výklad (katolické kanonické právo)
Pokud jde o kanonické právo katolické církve, kanonisté stanoví a dodržují pravidla pro výklad (interpretaci) a pochopení slov, aby bylo možné správně pochopit právní předpisy a určit rozsah jejich závaznosti.

## Autentický výklad
Viz též: Regulae Iuris
„Autentický výklad“ je oficiální a závazný výklad zákona vydaný zákonodárcem právního předpisu. V kanonickém právu má autentický výklad sílu zákona.
Kromě nejvyššího pontifika (papeže), který má plnou zákonodárnou moc, má v katolické církvi různé stupně zákonodárné moci několik dalších autorit. Primárními příklady jsou diecézní biskupové a jejich ekvivalenty, biskupské konference a partikulární koncily. Každý z těchto zákonodárců může vydávat autentické výklady svých vlastních zákonů a zákonů svých předchůdců. Autentické výklady nahrazují i správní rozhodnutí ordinářů a rozsudky církevních soudů, protože ani jeden z těchto aktů nemá sílu zákona, kterou mají autentické výklady. Účinek autentického výkladu je podmíněn rozsahem výkladu:
Autentický výklad podaný formou zákona má stejnou právní sílu jako zákon sám, a musí být vyhlášen; jestliže pouze deklaruje slova zákona, nevzbuzující pochybnost, má výklad zpětné účinky; jestliže se podává rozšiřující nebo zužující výklad nebo se vykládá zákon vzbuzující pochybnost, nemá zpětné účinky.
Zákonodárci také mohou svěřit pravomoc autentického výkladu svých zákonů jinému. V případě Kodexu kanonického práva z roku 1983, Kodexu kánonů východních církví a dalších papežských zákonů svěřil nejvyšší pontifik pravomoc autentického výkladu Dikasteriu pro legislativní texty. V následující tabulce jsou uvedeny autentické výklady, které toto dikasterium vydalo (s papežským schválením).

### Tabulka autentických výkladů
| Kánon                            | Publikováno                      | Stručné shrnutí |
| -------------------------------- | -------------------------------- | --- |
| Kán. 87, §1                      | AAS, v. 77 (1985), s. 771        | Diecézní biskup nemůže dispens od kanonické formy pro sňatek dvou katolíků. |
| Kán. 119, 1º                     | AAS, sv. 82 (1990), s. 845       | Při třetím zkoumání stačí relativní většina. |
| Kán. 127, §1                     | AAS, v. 77 (1985), s. 771        | Představený nemá hlasovací právo, pokud se nejedná o zvyk existující v komunitě. |
| Kán. 230, §2                     | AAS, v. 86 (1994), s. 541-542    | Jak laici, tak i ženy mohou sloužit jako ministranti u oltáře. |
| Kán. 346, §1 a 402, §1           | AAS, v. 83 (1991), s. 1093       | Emeritní biskupové mohou být zvoleni na biskupské synody. |
| Kán. 434 a 452                   | AAS, v. 81 (1989), s. 388        | Pomocní biskupové nemohou zastávat úřad předsedy biskupské konference. |
| Kán. 455, § 1 (také Kán. 31–3)   | AAS, sv. 77 (1985), s. 771       | „Obecné dekrety“ zahrnují obecné exekutivní dekrety. |
| Kán. 502, §1                     | AAS, v. 76 (1984), s. 746-747    | Konzultor pokračuje ve své funkci, i když již není členem kněžské rady. Konzultoři nemusí být nahrazeni, pokud jich nechybí minimální požadovaný počet.                                          |
| Kán. 509, §1                     | AAS, sv. 81 (1989), str. 991     | Není nutné volit předsedu kapituly kanovníků volbou. |
| Kán. 684, §3                     | AAS, v. 79 (1987), s. 1249       | „Řeholník“ zahrnuje řeholníky s dočasnými sliby. |
| Kán. 700                         | AAS, v. 78 (1986), s. 1323-1324  | Řeholníci budou o propuštění informováni po potvrzení Svatým stolcem. Kongregace pro řeholní a sekulární instituty obdrží odkladný opravný prostředek proti propuštění.                          |
| Kán. 705–7                       | AAS, v. 78 (1986), s. 1323-1324  | Řeholní biskup nemá ve svém institutu aktivní a pasivní hlas. |
| Kán. 705–7                       | AAS, v. 80 (1988), s.1818-1819   | Řeholní soudci jmenovaní Římskou rotou nejsou vyňati z řeholního ordináře. |
| Kán. 767, §1                     | AAS, v. 79 (1987), s. 1249       | Diecézní biskup nemůže dispenzovat od předpisu, že homilie je vyhrazena kněžím nebo jáhnům. |
| Kán. 830, §3                     | AAS, sv. 79 (1987), str. 1249    | Imprimatur musí uvést jméno ordináře, který povolení udělil, a kde a kdy bylo povolení uděleno.                                                                                                  |
| Kán. 910, §2 (také Kán. 230, §3) | AAS, sv. 80 (1988), s. 1373      | Mimořádní udělovatelé svatého přijímání nemohou vykonávat svou funkci, pokud jsou v kostele přítomni řádní udělovatelé (kterým není bráněno v rozdávání eucharistie), i když neslaví mši svatou. |
| Kán. 917                         | AAS, sv. 76 (1984), str. 746-747 | Mimo nebezpečí smrti může člověk přijmout svaté přijímání ve stejný den pouze dvakrát. |
| Kán. 951, §1                     | AAS, sv. 79 (1987), str. 1132    | Mešní dary za více mší svatých v jeden den se zasílají příslušnému ordináři celebranta. |
| Kán. 964, §2                     | AAS, sv. 90 (1998), str. 711     | Kněz se může rozhodnout vyslechnout zpověď ve zpovědnici s pevnou mříží. |
| Kán. 1103                        | AAS, v. 79 (1987), s. 1132       | Násilí a strach zneplatňují manželský souhlas i nekatolíkům. |
| Kán. 1263                        | AAS, v. 81 (1989), s. 991        | Externí školy řeholních institutů papežského práva nepodléhají zdanění diecézním biskupem. |
| Kán. 1367                        | AAS, v. 91 (1999), s. 918        | „Znesvěcení“ zahrnuje jakékoli dobrovolné a závažné opovržení vůči eucharistickým způsobám. |
| Kán. 1398                        | AAS, v. 80 (1988), s.1818–1819   | „Potrat“ zahrnuje usmrcení plodu jakýmkoli způsobem, a to kdykoli od okamžiku početí. |
| Kán. 1522 a 1525                 | AAS, v. 78 (1986), s. 1324       | Může znovu předložit případ jinému soudu poté, co instance skončila, prostřednictvím preempce nebo vzdání se práva.                                                                              |
| Kán. 1673, 3º                    | AAS, v. 78 (1986), s. 1323-1324  | Soudní vikář interdiecézního tribunálu žalovaného nemůže dát souhlas potřebný k projednání případu neplatnosti v diecézi žalobce.                                                                |
| Kán. 1686 (také Kán. 1066–7)     | AAS, sv. 76 (1984), str. 746-747 | K určení neplatnosti předchozího manželství z důvodu nedostatku kanonické formy postačí předmanželské vyšetřování; prohlášení neplatnosti prostřednictvím listinného procesu není nutná.         |
| Kán. 1737 (také Kán. 299, §3)    | AAS, sv. 80 (1988), str. 1818    | Skupina, která není právnickou osobou a má stížnost, se musí obrátit na hierarchické orgány jako jednotlivci.                                                                                    |

## Pravidla výkladu
Obecně platí, že autentický výklad zákona může být proveden zákonodárcem nebo jeho nástupcem či nadřízeným, ale pokud tomu tak není, je třeba se obrátit na tzv. magisterský nebo doktrinální výklad. Právě pro tento druhý způsob byla vytvořena pravidla.

### Slova
Konkrétní slova zákona se chápou podle jejich obvyklého významu, pokud není jisté, že je zákonodárce zamýšlel chápat jinak. Jsou-li slova jednoznačná, nesmí být překrucována do jiného, nepravděpodobného významu. Je-li znám úmysl zákonodárce týkající se daných slov, musí být výklad v souladu s ním, a nikoli s obvyklým významem slov, neboť v tomto případě se říká, že slova nejsou nahá, ale spíše oděná vůlí zákonodárce.
Pokud je zákon uveden obecně, předpokládá se, že nebyla zamýšlena žádná výjimka; to znamená, že pokud obecný zákon nestanoví žádnou výjimku, nemohou vykladači rozlišovat konkrétní případy. Pokud však jde o všechny výklady, je třeba upřednostnit takový význam dotčených slov, který upřednostňuje ekvita před přísnou spravedlností. Argumentovat lze i opačným významem slov za předpokladu, že z něj vyplývá výsledek, který je absurdní, nevhodný nebo v rozporu s jiným zákonem. Dále se předpokládá, že ustanovení předchozího zákona se nemění nad rámec výslovného významu slov nového zákona.
Pokud má zákon trestní povahu, je třeba jeho slova vykládat v nejpřísnějším smyslu a nerozšiřovat je na případy, které nejsou výslovně uvedeny, ale pokud zákon přiznává výhody, je třeba jeho slova vykládat v nejširším smyslu. „Ve smlouvách je třeba slova chápat v jejich plném [plena] významu, v závětích v širším [plenior] významu a v udělování výhod v jejich nejširším [plenissimi] výkladu.“ Je-li význam slov pochybný, je třeba upřednostnit ten smysl, který nepoškozuje práva třetí osoby, tj. osoby, jíž se zákon přímo nedotýká a jíž se netýká.
Slova zákona se nikdy nepovažují za nadbytečná. Slova je třeba posuzovat v jejich kontextu. Výklad slov, který činí daný zákon zbytečným, je nesprávný. Jsou-li slova v budoucím čase, a dokonce i tehdy, jsou-li v imperativu ohledně soudce, ale nikoli ohledně trestného činu, rozumí se, že trest nevzniká ipso facto, ale až po vynesení soudního rozsudku. Jsou-li slova pochybná, musí se předpokládat, že jsou ve prospěch jejich subjektů, a nikoliv zákonodárce.

## Stanovisko Benedikta XVI.
Podle Benedikta XVI. jsou pokyny Magisteria týkající se kanonického práva a jeho výkladu závazné samy o sobě, pokud učí o právu. Právně závazné pokyny Magisteria k výkladu kanonického práva jsou především uvedeny v alokucích nejvyšších pontifiků k tribunálu Římské roty.
Papež Benedikt XVI. ve svém projevu k Římské rotě z 21. ledna 2012 učil, že kanonické právo lze v katolické církvi vykládat a plně chápat pouze ve světle jejího poslání a ekleziologické struktury a že „práce vykladače nesmí být zbavena ,vitálního kontaktu s církevní realitouʻ“:
Když to vezmeme kolem a kolem, hermeneutika kanonických zákonů je nejtěsněji spjata se samotným chápáním církevního práva... V takové realistické perspektivě nabývá interpretační počin, někdy namáhavý, smyslu a účelu. Užití interpretačního významu předvídaného Kodexem kanonického práva v kan. 17, počínaje „vlastním významem slov uvažovaných v jejich textu a kontextu“, již není pouhým logickým cvičením. Má co do činění s úkolem, který je oživen autentickým kontaktem s komplexní realitou církve, což umožňuje proniknout do pravého smyslu litery zákona. Pak dochází k něčemu podobnému, co jsem řekl o vnitřním procesu svatého Augustina v biblické hermeneutice: „Překročení litery učinilo věrohodnou samotnou literu.“ Takto se i v hermeneutice zákona potvrzuje, že autentickým horizontem je právní pravda milovat, hledat a sloužit. Z toho vyplývá, že výklad kanonického práva se musí odehrávat uvnitř církve. Nejde o pouhou vnější okolnost, která by podléhala okolí: jde o povolání k témuž humusu kanonického práva a jím regulované skutečnosti. Sentire cum Ecclesia nabývá významu také uvnitř disciplíny, a to z důvodu doktrinálních základů, které jsou v právních normách církve vždy přítomny a působí. Tímto způsobem se i na kanonické právo vztahuje ona hermeneutika obnovy v kontinuitě, o níž jsem hovořil v souvislosti s Druhým vatikánským koncilem, tak úzce spjatým s platným kanonickým zákonodárstvím. Křesťanská zralost vede člověka k tomu, aby stále více miloval právo a chtěl mu rozumět a věrně ho uplatňovat.